# Viña del Mar
Viña del Mar is een stad en gemeente in de Chileense provincie Valparaíso in de regio Valparaíso. Viña del Mar telde 334.248 inwoners in 2017, waarmee het de derde stad van Chili vormt na Puente Alto en Maipú.

## Cultuur
Het internationaal songfestival van Viña del Mar wordt over het algemeen beschouwd als het belangrijkste songfestival van Latijns-Amerika.

## Sport
Viña del Mar is de thuishaven van voetbalclub Corporación Deportiva Everton de Viña del Mar (1909), kortweg CD Everton geheten. De club speelt zijn thuiswedstrijden in het in 1929 geopende Estadio Sausalito, dat plaats biedt aan ruim 18.000 toeschouwers.

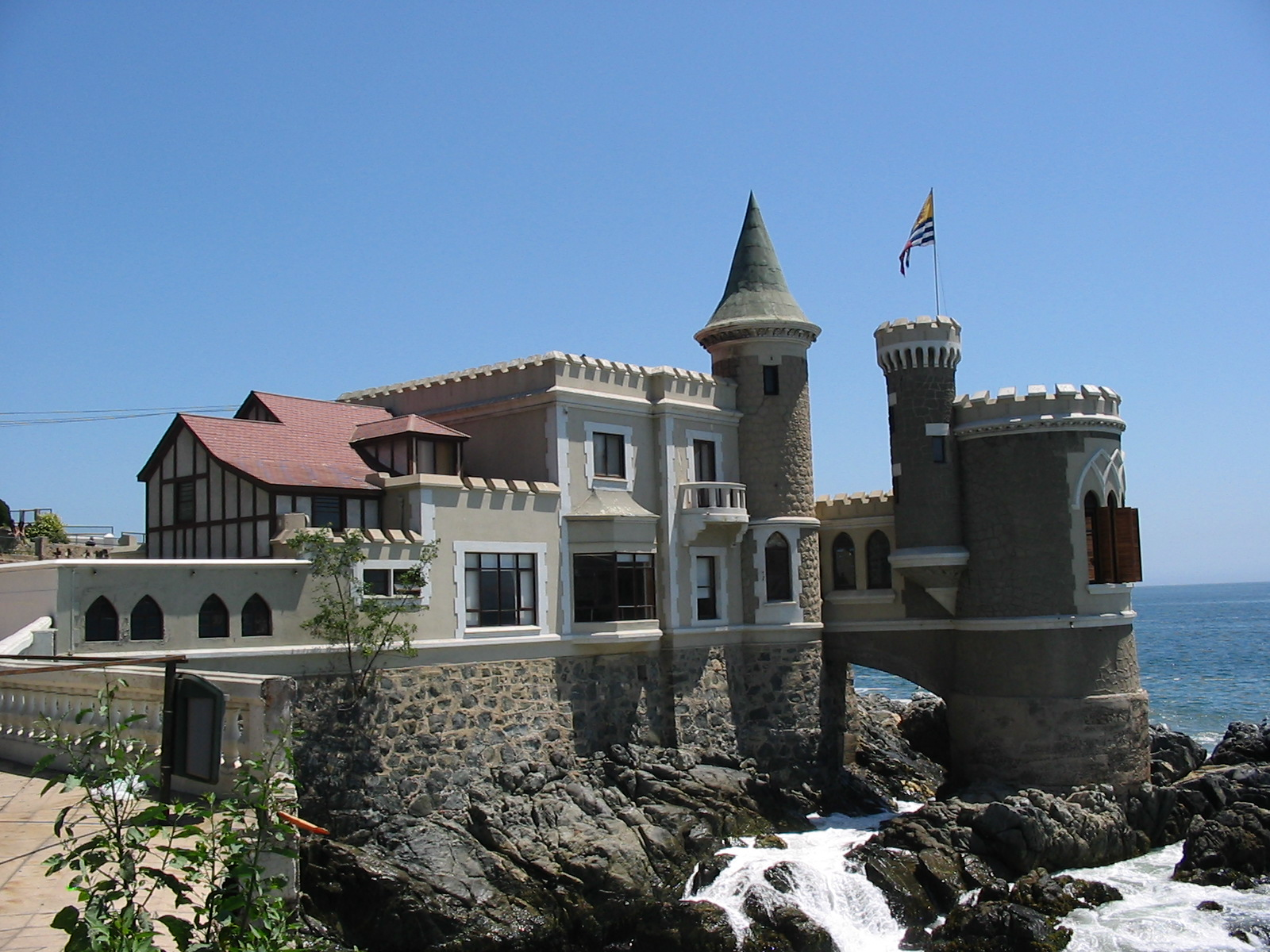
Kasteel Castillo Wulff aan de Stille Oceaan

## Geboren
- María Luisa Bombal (1910-1980), schrijfster en dichteres
- Patricio Aylwin (1918-2016), politicus, eerste president (1990-1994) na de dictatuur van Pinochet
- Tom Araya (1961), zanger en bassist
- Nicolás Massú (1979), tennisser